# キキョウ目
キキョウ目 (Campanulales) は被子植物の目のひとつで、キキョウ科をタイプ科とするもの。分類体系によって含まれる科は異なる。

## 分類

### APG植物分類体系
APG植物分類体系ではキキョウ科がキク目に入れられているため、キキョウ目の名称は使わない。

### クロンキスト体系
クロンキスト体系では7科を含みキク亜綱に属する。約2500種からなる。
被子植物門 Magnoliophyta
双子葉植物綱 Magnoliopsida
キク亜綱 Asteridae
キキョウ目 Campanulales
- ユガミウチワ科 Pentaphragmataceae
- ナガボノウルシ科 Sphenocleaceae
- キキョウ科 Campanulaceae
- スティリディウム科 Stylidiaceae
- ドナティア科 Donatiaceae
- ブルノニア科 Brunoniaceae
- クサトベラ科 Goodeniaceae

## ダールグレン体系
ダールグレン体系ではキク上目の中に置き、3科を含む。
被子植物綱
双子葉植物亜綱 Magnoliidae
キク上目 Asteranae
キキョウ目 Campanulales
- ユガミウチワ科 Pentaphragmataceae
- キキョウ科 Campanulaceae
- ミゾカクシ科 Lobeliaceae

### 新エングラー体系
新エングラー体系ではキク科をここに含め、双子葉植物でもっとも進化の進んだグループであるとした。
被子植物門 Angiospermae
双子葉植物綱 Dicotyledoneae
合弁花亜綱 Sympetalae
キキョウ目 Campanulales
- キキョウ科 Campanulaceae
- ナガボノウルシ科 Sphenocleaceae
- ユガミウチワ科 Pentaphragmataceae
- クサトベラ科 Goodeniaceae
- ブルノニア科 Brunoniaceae
- スティリディウム科 Stylidiaceae
- カリケラ科 Calyceraceae
- キク科 Compositae